# Randi Lindtner Næss
Randi Lindtner Næss (* 11. Mai 1905 in Bergen; † 20. Mai 2009 ebenda) war eine norwegische Opernsängerin (Sopran) und Theaterschauspielerin.

## Leben
Ihre Ausbildung zur Sopranistin erhielt sie in Berlin und Oslo. Im September 1928 debütierte sie im Alter von 23 Jahren in Walter Kollos Operette Drei kleine arme Mädels an Den Nationale Scene in Bergen. Diesem Haus blieb sie bis 1990 verbunden. Sie spielte in neun Opern und siebzehn Operetten die weibliche Hauptrolle und gab Gastspiele am Det Norske Teatret und Det Nye Teater. Ihren letzten Bühnenauftritt hatte sie 1991 im Alter von 86 Jahren an der Seite ihres jüngeren Bruders Lothar Lindtner (1917 - 2005).
Als Schauspielerin war sie häufig in Komödien von Ludvig Holberg zu sehen. Aufgrund ihrer Vielseitigkeit verkörperte sie ebenso zentrale Frauengestalten in den Dramen von William Shakespeare, Henrik Ibsen, August Strindberg und Nordahl Grieg. Sie starb am 11. Mai 2009 im Alter von 104 Jahren.
Randi Lindtner Næss war die Schwester des norwegischen Schauspielers Lothar Lindtner. Ihre Kinder Berit Søder alias Berit Lindtner Næss (* 1931), Eli Lindtner und Arne Lindtner Næss (* 1944) wurden ebenfalls Schauspieler. Ihr Enkel Peder Hamdahl Næss ist ein Regisseur und Drehbuchautor.